# Праздники Татарстана
Праздники Татарстана — официально установленные в Татарстане нерабочие праздничные дни, национальные праздники и памятные даты. Все официальные праздники устанавливаются законами Республики Татарстан.
Закон Татарстана «О праздничных и памятных днях, профессиональных праздниках и иных знаменательных датах в Республике Татарстан» был принят 27 февраля 1992 года Верховным Советом республики.

## Нерабочие праздничные дни
| Дата       | Название                                                        | Примечание |
| ---------- | --------------------------------------------------------------- | --- |
| 30 августа | День Республики (тат. Республика көне)                          | Отмечается в день принятия Декларации о государственном суверенитете Татарстана.                                                                                      |
| 6 ноября   | День конституции Татарстана (тат. Татарстан конституциясе көне) | Отмечается в день принятия конституции Татарстана Верховным советом республики в 1992 году.                                                                           |
|            | Ураза-байрам (тат. Ураза бәйрәме)                               | Дата проведения праздника Ураза-байрам в соответствии с лунным календарём ежегодно объявляются президентом Татарстана не позднее чем за три месяца до их наступления. |
|            | Курбан-байрам (тат. Курбан бәйрәме                              | Дата проведения праздника Курбан-байрам в соответствии с лунным календарём ежегодно объявляются президентом Татарстана.                                               |

## Другие праздники
Народный (национальный) праздник Сабантуй в Татарстане обладает официальным статусом. Праздник отмечается по случаю окончания весенне-полевых работ во всех муниципальных районах республики. Дата проведения сабантуя ежегодно устанавливается указом Президента Республики Татарстан. Также широко отмечается праздник Науруз.
Также отмечаются иные знаменательные даты Республики Татарстан, которые были установлены законодательством субъекта Российской Федерации.

## Памятные дни
День памяти (тат. Хәтер көне) — 15 октября. Праздник посвящён памяти героев-защитников Казани во время взятия Казани. Неофициальный праздник, в основном отмечается татарскими общественными организациями.

## Праздники
- Праздники России